# M1エイブラムスに関連する作品の一覧

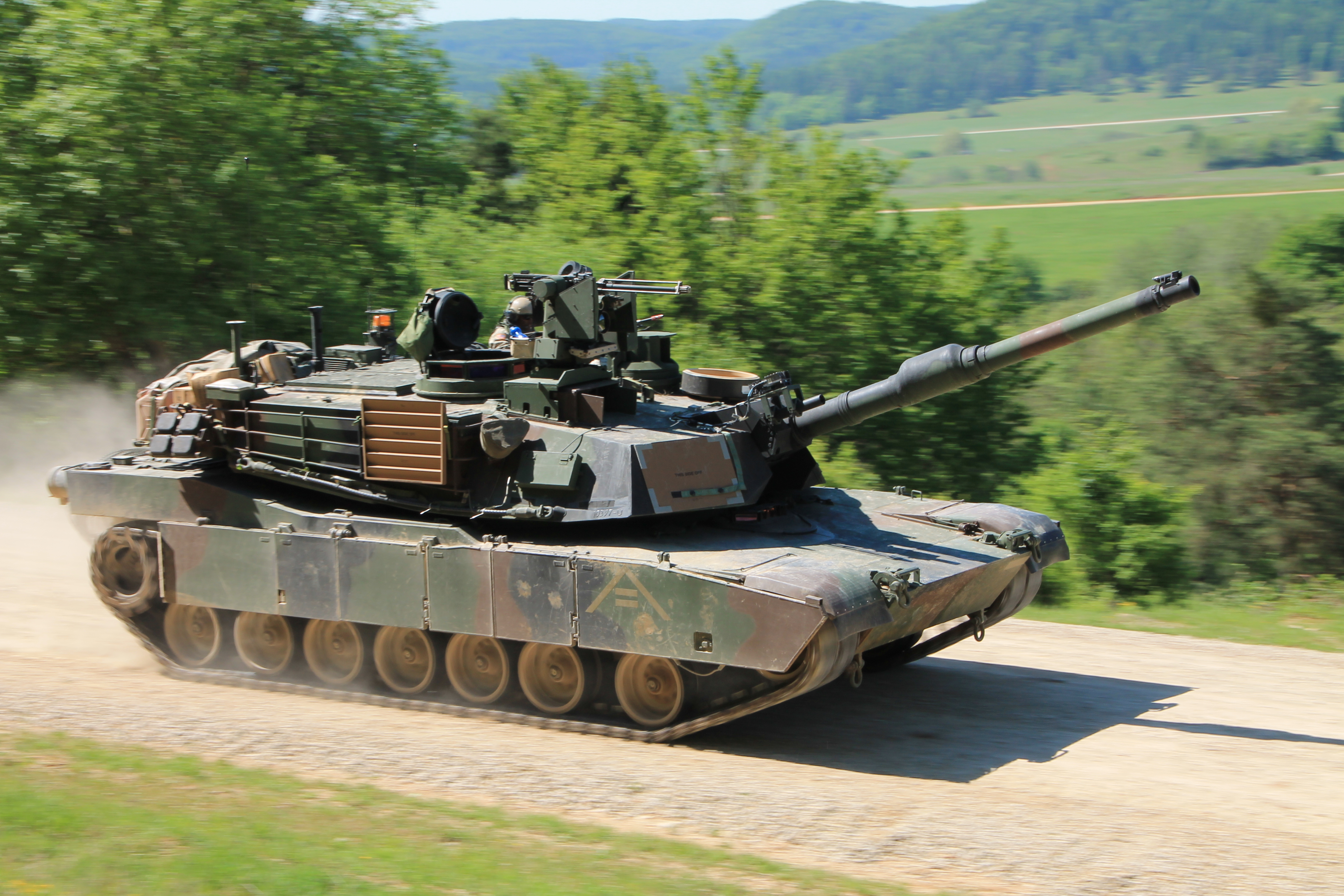
M1A2 SEPV2

M1エイブラムスに関連する作品の一覧（M1エイブラムスにかんれんするさくひんのいちらん）は、アメリカ合衆国が開発した主力戦車、M1エイブラムスに関連する作品の一覧である。
なお、いくつかの作品には実物のM1 エイブラムスではなく、既存の装甲戦闘車両や建設車両を改造したレプリカが使われている。

## 映画

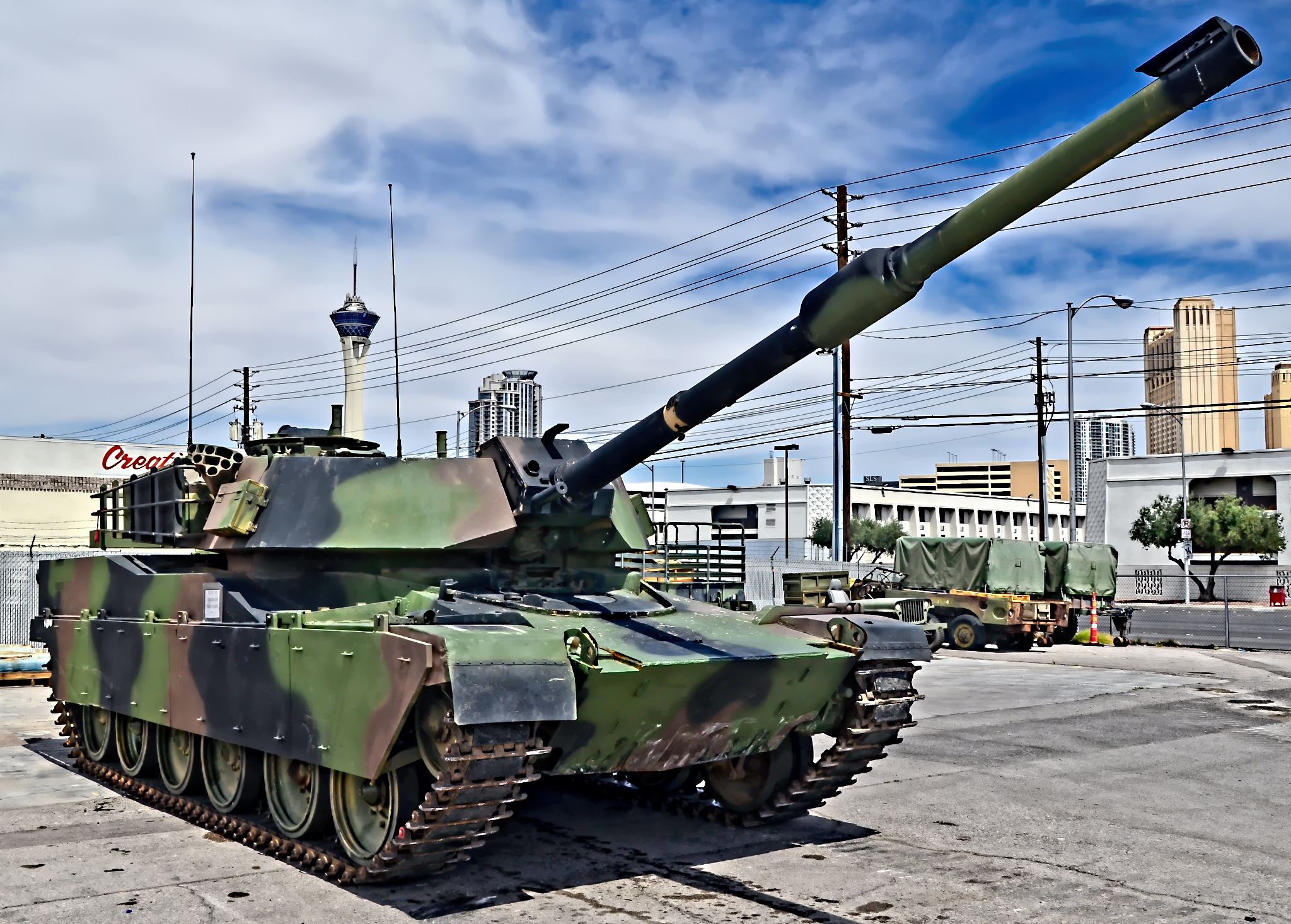
『GODZILLA ゴジラ』他に登場した、チーフテン戦車改造のレプリカ車両
（2015年5月1日撮影）

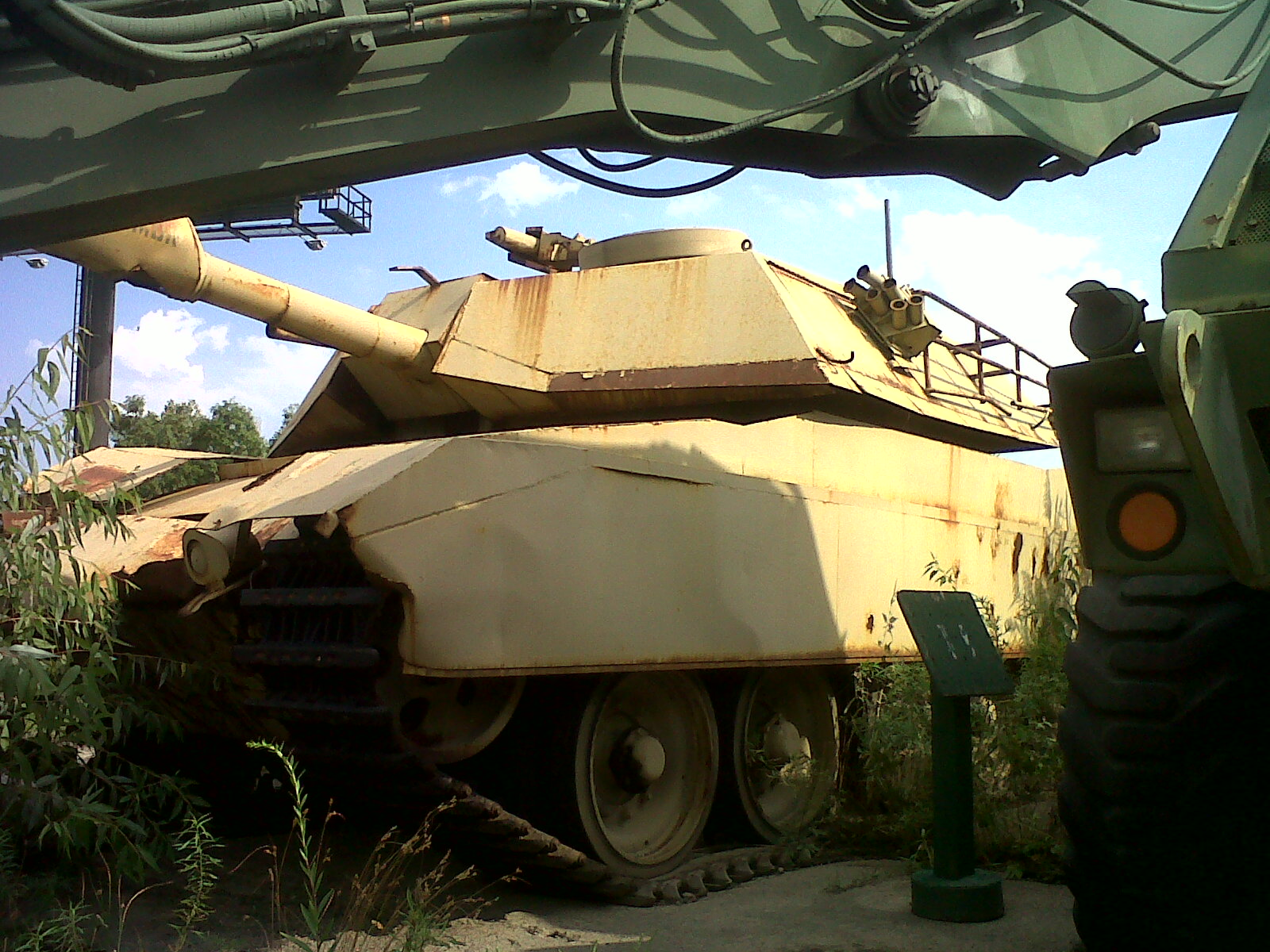
『戦火の勇気』の撮影で使用された、センチュリオン改造のレプリカ車両。
イリノイ州レイク郡ラッセルのラッセル軍事博物館(Russell Military Museum)の保管車両。（2012年の撮影）

『D-WARS ディー・ウォーズ』
ロサンゼルス市内に布陣し、ブラキ配下の「Atrox Army」の進攻を迎え撃ちある程度の損害を与えるが、物量と砲撃に押し負け破壊・突破される。
『GODZILLA ゴジラ』
ゴールデン・ゲート・ブリッジでゴジラを迎撃するが効果なし。列車で核ミサイルを輸送する時も展開し、それを盗みに来たムートーと交戦するが撃破される。
この車両は、『クローバーフィールド』他に登場したイギリスのチーフテン戦車の退役車両を改造したレプリカ車両で、他にも数多くの作品に登場している。
『アーミー・オブ・ザ・デッド』
中盤に登場。ゾンビが大発生して隔離されたラスベガスへの低出力核弾頭による核攻撃が決定したことで、2台が戦車運搬車に載せられてラスベガス外縁から移送されており、地下金庫強盗を目指してラスベガスに向かう主人公たちの乗るバスとすれ違う。
『アメリカン・スナイパー』
序盤のイラクでの戦闘シーンに登場。親子が対戦車手榴弾を投げようとするがクリス・カイルの狙撃で阻止され、海兵隊の被害がゼロで終わる。
この作品のイラクでのシーンは全てモロッコで撮影されており、戦車は撮影に協力したモロッコ軍の車両が登場している。ただし、モロッコ軍が装備している戦車にM1はなく、作中に登場するM1は実際にはM60パットンが使用され、後にCGによる加工でM1に描き変えられている。だが、履帯を含めた足廻りはCG加工されていないため、アップで映るシーンではM60であることを確認することができる。
『宇宙戦争』
丘での戦闘に米海兵隊所属車が登場。数両がLAV-25歩兵戦闘車と共にトライポッドと交戦するが、全滅する。
『グエムル-漢江の怪物-』
米軍の車両が登場。漢江のグエムルに対する化学薬品「エージェント・イエロー」散布を報じるニュース番組にて、資料映像が使用されている。
『クローバーフィールド/HAKAISHA』
ニューヨークで歩兵隊やFV433 アボット、M109 155mm自走榴弾砲と共に「何か」と交戦する。
『GODZILLA ゴジラ』他の作品に登場した、チーフテン改造のレプリカ車両である。
『猿の惑星: 聖戦記』
米軍残存戦力の車両が多数登場。冬季迷彩を施しており、同じ米軍残存戦力（かつ人間）ながら敵対するウェズリー大佐率いる基地へと部隊とともに突入し、これを制圧する。しかし直後に基地後方で発生した雪崩に飲み込まれ、部隊や基地もろとも全滅した。
『世界侵略: ロサンゼルス決戦』
ロサンゼルス各所で侵略軍と交戦するが、大方は破壊されてしまう。
高速道路での戦いでは、陸軍のA2が侵略軍に対して砲撃を行うが、主人公達海兵隊の援護射撃も虚しく侵略軍に後部装甲を撃ち抜かれ大破してしまう。ここで登場するA2はレプリカではなく実車である。
『戦火の勇気』
冒頭のアルバスラの戦いにて、主人公のナットことナサニエル・サーリング中佐が搭乗する「セイバー6」と、その部下にして親友のボイヤー大尉が搭乗する「クーガー6」をはじめとする、多数のA1が登場。イラク軍との主砲を用いた対戦車戦闘や機銃を用いた対歩兵戦闘、そして、実際に多発した味方同士の誤射を描いている。
作品の性格上アメリカ軍の撮影協力が得られなかったため、劇中で撮影に使用された車両はオーストラリア陸軍より退役して民間に放出されたセンチュリオンを改造して外見をM1に似せたレプリカ車両である。この車両は複数台が製作されており、その後もいくつかの映像作品に登場している。
『シビルウォー・アメリカ最後の日』
政府側から離反したカルフォルニア・テキサス州の連合軍、Westan Force（西軍、またはWF）の所属として多数が登場。終盤のワシントンD.C.での戦いにおいてはバリケードの突破や、ホワイトハウスを囲む防御壁のゲート前に陣取る政府軍の機関銃陣地を主砲で破壊したりと、活躍する。
『地球が静止する日』
マンハッタンに現れた球体を包囲するが、ゴートに制御を奪われたMQ-9 リーパーの体当たりを受け破壊される。その後もゴート攻撃のためにM2 ブラッドレー・FV432・FV433・M270 MLRSなどとともに登場するが、ナノマシンの雲になったゴートによって分解されてしまう。
『クローバーフィールド』他に登場した、チーフテン改造のレプリカ車両である。
『デスカッパ』
自衛隊の戦力の一環として登場。大都市に侵入したハンギョラスを攻撃する。
『デス・レース』
ピータービルト・359改造の武装トレーラーの後部に、105mm砲型のM1の砲塔がそのまま搭載されている。
『トランスフォーマー』
冒頭でカタールの米軍基地に配備されていた車両が登場。駐車していた車列ごとディセプティコンの1人であるブラックアウトに破壊される。
また、ディセプティコンのデバステーター（玩具ではブロウル）がM1に類似した車両に変形するが、この車両はM1の実車や他の戦車の改造ではなく、映画撮影用に製作された車両である（後述『トリプルX ネクスト・レベル』の節参照）。
『トランスフォーマー/リベンジ』
終盤のディセプティコン戦で登場。M2 ブラッドレーと共に戦闘に参加し、メガトロンを一時的に撤退させる活躍を見せる。また、グレートマシンの起動を食い止めるため、ザ・フォールンとピラミッド（グレートマシン）をMLRSやHIMARSと共に攻撃するが、ザ・フォールンに反撃され、展開した全てのM1が大破してしまう。

『ねんどの神さま』
自衛隊の車両として登場。「ねんどの神さま」の出現を受け、土浦市付近に設けられた第1防衛ラインに配置される。
『ノットジラ』
米軍の車両が登場。シンシナティ一帯およびインディアナ州にて、4度に渡ってノットジラを攻撃すべく出動している。シンシナティ近郊の「ウンチ谷」での最初の戦闘の際は、ノットジラが地面を殴り生じた震動に巻き込まれて戦闘不能に陥る。
なお、舞台とされる年代はM1の開発開始より前の1962年である。
『ホワイトハウス・ダウン』
物語中盤に米陸軍のA2が登場し、1両がホワイトハウスの屋上に陣取るテロリストに向けて砲撃を行いつつ敷地内に突入しようとするが、敷地外縁の柵に乗り上げたところをRPG-7の攻撃を車体に受けて撃破される。
『マン・オブ・スティール』
米陸軍の車両がスーパーマンの捕縛、ゾッド将軍への引き渡しの際に登場する。
『ミスト』
終盤、米陸軍所属のA1が登場する。
『メギド』
アメリカ軍他の戦車として登場。『戦火の勇気』に登場したものと同じ車両が複数台登場している。
『メッセージ』
モンタナに現れた未知の宇宙船に対処するために出動した軍の車両として登場。大半はCGで描かれたものである。
『モンスターズ/地球外生命体』
地球外生命体の増殖により隔離されたメキシコで活動する米軍の車両として登場。市街地を数両が走行しているほか、撃破されて放棄された車両も多い。
『モンスターハンター』
アフガニスタンで国連の共同治安活動に参加している車両として登場。「新世界」から現れたリオレウスを攻撃するがその速度に追随できず、砲塔を剥ぎ取られた後に乗員を捕食される。
『若き勇者たち』
アメリカ軍戦車として登場。
M8トラクター（M8高速牽引車）の走行装置を流用した実物大のモックアップで、遠景に登場するのみで走行するシーンはない。
その他
『サンダーブラスト 地上最強の戦車』
作中に登場する米軍の最新鋭戦車、"サンダーブラスト"（MBT-90 Thunderblast）は、M1の砲塔上に連装銃塔を載せたような外形をしており、映画雑誌などで「M1戦車を改造した」と紹介されていた（現在でもWebなどでそのように記述されていることがある）。
この車両の外形はM1によく似ているが、『若き勇者たち』で用いられた実物大のモックアップに外装を付け足した上で走行可能な撮影用車両としたもので、実物のM1とは異なるものである。
『トリプルX ネクスト・レベル』
全体のシルエットがM1によく似た、砲塔上に連装機関砲を装備する小砲塔を搭載し、鋤型の地雷処理装置を装着した戦闘車両が登場する。
この車両は映画雑誌やWebなどで「M1戦車を改造した」と紹介されていることがあるが、実際には大型トラックのシャーシに建設車両や大型トラクターのエンジンおよび走行装置を組み合わせて製作された映画撮影用のレプリカ車両で、上記『トランスフォーマー』に登場したものと同じものである。

## テレビドラマ
『THE LAST OF US』
テレビドラマ版に登場。シーズン1第4話にて、ハイウェイの脇に複数台が放棄されていた。また同シーズン第1話でも、パンデミック発生直後に軍が封鎖したハイウェイの付近に、エイブラムス戦車らしき影が複数確認できる。
『ウォーキング・デッド』
シーズン1第1話終盤から登場。ウォーカーで溢れかえったアトランタ市内に放置されており、ウォーカーの大群に追われた主人公が逃げ込んだ。撮影には本物のエイブラムスではなく、イギリス製のチーフテン戦車が使用されている。
『ウルトラマンガイア』
第24話にG.U.A.R.D.環太平洋部隊の戦車として90式戦車とともに登場。アリゾナ州に出現した怪獣ゾンネルIIを攻撃する。
『ジェネレーション・キル』
イラク戦争における第1海兵師団・第1偵察大隊を描いたHBO製作のテレビドラマ。LAV-25と共に随所に登場する。
『ロング・ロード・ホーム』
『超星神シリーズ』
国防軍（J.S.D.F）の主力戦車として登場。
『バ怪獣 ゴメラ』
スキップシティの防衛戦力として、デフォルメされた車両がUH-60 ブラックホークとともに登場する。
『モナーク:レガシー・オブ・モンスターズ』
第1話にアメリカ軍の車両が登場。ゴジラを迎撃すべくゴールデン・ゲート・ブリッジに展開していたが、橋の一部がゴジラに破壊された際に崩落に巻き込まれる。

## アニメ・漫画
『HEROMAN』
アメリカ陸軍所属車両が登場、センターシティやワシントンD.C.各所に展開し異星人「スクラッグ」と交戦する。
『DEVILMAN crybaby』
悪魔容疑で疑心暗鬼に駆られた何処かの紛争で使用される。最終話では、激発した人類の世界大戦で運用される。
『OBSOLETE』
第2話にアメリカ海兵隊第二戦車大隊所属車両が登場。アンゴラ共和国カビンダ州に派遣されていた車両が渡河中に人型機械「エグゾフレーム」を用いる武装勢力の奇襲を受け、ポンツーン爆破とエグゾフレームの自爆攻撃によって十数両が撃破される。
『学園黙示録 HIGHSCHOOL OF THE DEAD』
アメリカ軍所属車が登場。ニュース映像の中にて「奴ら」の発生したニューヨークでの戦闘に投入されている。
『ガラスの花と壊す世界』
中盤に登場する「過去の地球の記録映像」の中に登場。
『機動戦士ガンダム オペレーション:トロイ』
M1A2が地球連邦軍の主力戦車として61式戦車やM2/M3ブラッドレー歩兵戦闘車と共に登場。開戦初日からザクIIの120mmマシンガンやザクバズーカ、脚部3連ミサイルポッド、ヒートホークなど多彩な兵器になす術もなく撃破される他、友軍のMLRSの巻き添えにされるなど日々大隊規模の大きな損失を出すが、それでも持ち前の主砲120mmAPFSDSの貫通力の高さを生かして粘り強くザクIIを撃破するなど一定の戦果を挙げる。一方で、同じ戦車同士であるマゼラアタックに対しては互角の攻撃力を見せるが、車高の高さを生かして天板を狙ってくるマゼラアタックに対して自慢の重装甲が役に立たなかったり、車体を撃破してもなおマゼラトップのみ飛翔して上空から射撃することで戦闘継続が可能な特殊機構に対して意表をつかれるなど不利な相手となることが多い。　
『銀河英雄伝説』
第56話「地球へ」において、ユリアンが視聴していた歴史の学習ソフト内にて地球軍地上部隊の車両として登場。
『魁!!クロマティ高校』
竹之内の舎弟のマーキュリーが武器を持って来いと言われた際に用意する。
『ささみさん@がんばらない』
アニメ版第3話に月読神社の保有車両として登場。月読神社の境内に侵入した邪神三姉妹をAH-64D アパッチ・ロングボウなどとともに迎え撃つ。
『ジョジョの奇妙な冒険 第4部 ダイヤモンドは砕けない』
虹村形兆のスタンド「バッド・カンパニー」で、歩兵隊およびAH-64 アパッチと共に登場する。
『沈黙の艦隊』
アメリカ陸軍所属車両が、治安維持のためニューヨーク市内に展開する。
『トランスフォーマー G-2』
デストロンの破壊大帝メガトロンが本車に変形するが、実車にはない大型のミサイルを両側に装備し転輪が8個に増えている。
『ビーストウォーズII 超生命体トランスフォーマー』
デストロン機甲部隊・コンバットロン部隊の"破壊公爵"メガストームが変形する。
『マクロス ゼロ』
第1話冒頭の回想シーンに登場。統合戦争に参加している。
『魔法少女特殊戦あすか』
漫画版第1話に登場。地冥界（ディスアス）との決戦が行われた阿蘇山に撃破された状態で放置されている。
『リトルコップ』
主人公が殲滅する私設軍隊の装備として登場。

## 小説
『ARIEL』
第20巻にアメリカ陸軍の車両が登場。宇宙から帰還した巨大ロボット「ARIEL」およびスペースシャトル「ディスカバリー」が着陸したマンハッタンに封鎖のため展開する。
『GODZILLA 怪獣黙示録』
アメリカ陸軍・州軍の戦車として登場。2031年のコロラドスプリングス総力戦に参加しており、既に主力の座を後継のM4A1/A4主力戦車に譲っていたにもかかわらず、最初期の型も含めて多数がゴジラの迎撃に投入されている。
『WORLD WAR Z』
アメリカ陸軍の車両が登場。ヨンカーズの戦いに投入され、ゾンビの群れをキャニスター弾、成形炸薬弾、サボ弾で砲撃する。キャニスター弾は多少の効果があったものの、サボ弾はゾンビの身体を貫通しただけで全く効果が無かった。
『あそびにいくヨ!』
米陸軍の車両が登場。第1巻（テレビアニメ版では第2話）に在沖縄米軍部隊の車両としてA2が登場し、嘉手納基地に侵入した主人公らに対し出動する。また、テレビアニメ版第11・12話ではロシアでの「特別訓練」に参加したNATO軍の車両として登場している（原作第4巻の該当するシーンにはロシア陸軍のT-80が登場している）。
『降伏の儀式』
カンザス州兵軍などの車両が登場。M2 ブラッドレーと共に異星人「フィスプ」の浮遊戦車と交戦し撃破するが、フィスプが軌道上から投下した隕石によって3個師団ごと全滅する。
『中国完全包囲作戦』（文庫名：『中国軍壊滅大作戦』）
第1機甲師団所属のA2が登場し、紅軍の99式戦車と交戦する。
『朝鮮半島炎上』
40両のA2が北朝鮮軍1個師団を相手にする。
『ニセコ要塞1986』
北海道島にIBM大陸より援軍として送り込まれた「第10特別遊撃軍団」の装備として登場する。軍団の真駒内からの撤退に伴い、恵庭原野でスミノフ原潜から発射された弾道ミサイルの攻撃により壊滅するが、一個大隊が生き残り、八八式戦車とともにスミノフ侵攻軍を相手に戦う。
『平壌クーデター作戦』
アメリカ陸軍の車両が登場。イラク戦争まっただ中のバグダード市内にて、イラク軍のT-72戦車を撃破するのを主人公らが目撃する。

## ゲーム
『ARMA 2』
M1とA2 TUSKを操作可能。
『Armored Warfare』
XM1,M1,M1A1,M1A2,XM1A3やM60-2000等のエイブラムス砲塔を搭載した珍しい戦車などが実装されている
『TANKTASTIC』
アメリカ主力戦車ツリーにM1A2とM1A2SEP/TUSKが実装されている
『METAL WOLF CHAOS』
クーデターを起こしたアメリカ軍の戦車としてA2が登場する。サンフランシスコの戦闘にて初登場し、この際ムービー内にてヒロインのジョディ・クロフォードから「アメリカ合衆国陸軍の誇るエイブラムス」と説明され、主砲の火力を見せつけているが、主人公のマイケル・ウィルソン・Jr.が駆る特殊機動重装甲「メタルウルフ」にいとも簡単に破壊されるなど、いわゆる雑魚敵の扱いである。
『Operation Flashpointシリーズ』
『OFP:CWC』
アメリカ軍陣営で使用可能な戦車としてA1が登場する。
『OFP:DR』
アメリカ海兵隊陣営で使用可能な戦車としてA2が登場する。
『Prototype』
アメリカ海兵隊とブラックウォッチの部隊が使用している。海兵隊の所属車両はデザートイエローで塗装されており、ブラックウォッチの所属車両はブラックで塗装されている。また、燃料気化爆弾を使用する榴弾砲を搭載した特殊車両も登場する。ブラックライトウイルスが蔓延し、ゾンビとハンターの巣窟となったマンハッタンを中心に海兵隊・ブラックウォッチの車両が展開するが、主人公のアレックスやハンターなどのクリーチャーに苦戦を強いられる。
『TANK!TANK!TANK!』
プレイヤーが操縦する戦車がM1に似せられている。
『The Last of Us Part I』
『The Last of Us』のフルリメイク作品。米陸軍の所属だったと思しき複数の車両が、ボストンの隔離地域外部やピッツバーグなどの市街地の路上に放棄された状態で登場。いずれも完全に破壊されており、主人公・敵対勢力ともに使用することは無く、マップ内オブジェクトの一つとなっている。なおリメイク前の『The Last of Us』ではM2ブラッドレー歩兵戦闘車が代わりに登場していた。
『The Last of Us Part II』
米陸軍の所属だったと思しき複数の車両がマップ内オブジェクトとして登場。いずれも完全に放棄されている。ただし車体形状が微妙に異なっている。
『Wargame: European Escalation』
アメリカ軍の戦車として登場。
『Wargame Red Dragon』
NATO陣営のアメリカ軍デッキで使用可能な戦車としてM1・M1IP・A1・A1HA・A1HC・A2が登場する。

『WarRock』
移動速度・砲塔旋回速度が非常に高い。
『War Thunder』
アメリカの陸軍ツリーのランク6に中戦車という分類でM1・M1A1・IPM1・M1A1HC・M1A2・M1A2 SEPが登場する。また、課金車両としてPC・PS4はXM1(GM)、XBOXはXM1(C)バージョン、部隊兵器車両としてM1A1 AIMを使用可能である。
『World in Conflict』
米軍の主力戦車として登場。シナリオでは友軍部隊が使用するほか、一部の任務では配備・指示ができる。
『World of Tanks』
2015年のエイプリルフールに合わせて、ロシアのT-90、ドイツのLeopard 1A5、イギリスのChallenger 2とともに登場が告知された。
『エースコンバットシリーズ』
『エースコンバット2』
クーデター軍がM1A1を運用している。搭載している機関砲で対空射撃をしてくる。
『エースコンバット04』
ISAF陸軍およびエルジア陸軍が主力戦車として運用している。ムービー内のエルジア陸軍はマガフ7Cを使用している。
『エースコンバット5』
オーシア国防陸軍が主力戦車として運用している。
『エースコンバット インフィニティ』
海兵隊や国連軍が主力戦車として運用している。
『エースコンバット7』
オーシア国防陸軍がレオパルト2A6と共に主力戦車として運用している。
『凱歌の号砲 エアランドフォース』
日本を占拠した米軍の主力戦車として登場。プレイヤーも購入して使用できる。
『ガングリフォン』
『ガングリフォンII』
敵車両として登場。

『グランド・セフト・オート・サンアンドレアス』
M1をモデルにした戦車が「Rhino」の名称で登場。州兵が使用するが、主砲は撃ってこない。
『ゴーストリコンシリーズ』
味方戦車として登場。
『ゴーストリコン アドバンスウォーファイター2』
A1がメキシコ反乱軍の戦車として登場。A2が米軍戦車として登場し、味方として主人公の指揮下に加わる。

『コール オブ デューティシリーズ』
『CoD4』
米海兵隊が使用。沼地でスタックしてしまった車両を救出するミッションもある。
『CoD:MW2』
米軍が使用。本戦車をベースとした架橋戦車「ジョイントアサルトブリッジ」も登場する（ゲーム中、M104ウルヴァリンと表示されているが、これは別タイプの架橋戦車である）。
『CoD:MW3』
米軍が使用。とあるミッションで主人公も乗車し、砲塔上に搭載してあるM134 ミニガンを使用することになる。
『CoD:G』
米軍の戦車として登場。空中投下ができ、BGM-71 TOW対戦車ミサイルが撃てるなど、近代化改修が施されている。マルチプレイにも一部マップに登場するが、オブジェクトなので操縦は出来ない。

『新コンバットチョロQ』
プレイヤーの仲間であるロドスシルト少佐の車体がA1（架空の国家 プロトン王国の塗装が施されている）。また、ある条件を満たすとプレイヤーも使用可能になる。
『戦闘国家シリーズ』
各作品でアメリカの基本装備として組み込まれる。
『大戦略シリーズ』
アメリカやオーストラリアなどの基本装備として組み込まれる。オンラインゲーム版である『大戦略WEB』において契約国をUS国にすると、研究所でライセンスを取得した後に陸兵器工場にて製造可能である。また、トレードやブローカーなどでライセンス取得可能である。
『地球防衛軍3』
EDFの主力戦車として、M1をモデルとした「E551 ギガンテス」が登場。続編である『地球防衛軍4』でも、多数のバリエーションが引き続き登場している。
『バトルフィールドシリーズ』
『BF2』
A2がUSMCの主力戦車として登場。拡張パックであるスペシャルフォースではSAS・Navy SEALsもA2を使用する。
『BF2MC』
USMCの主力戦車としてA2が登場。
『BFBC』
アメリカ陸軍の主力戦車としてTUSKが装着されたA2が登場。
『BFBC2』
前作に引き続き米軍の主力戦車としてTUSKが装着されたA2が登場。何かに衝突したり被弾することによって装甲タイルが剥がれ落ちる。
『BF3』
キャンペーン、マルチ共に米海兵隊の主力戦車としてA2が登場。
『BF4』
米海兵隊の主力戦車としてキャンペーン、マルチ共にA2が登場。
『BFH』
『BF2042』
米軍の主力戦車として架空の派生型「M1A5エイブラムス」が登場。レオパルト2A5のような楔型正面装甲の砲塔が特徴。
『BF6』
米軍及びNATO軍の主力戦車としてM1A2SEPv3が登場する。
『パンツァーフロント』
海外版で国内版の90式の代わりに登場。
『マーセナリーズ』
国連軍の戦車として砲塔に国連軍のマークを付けたA2が登場する。最終任務でのみ使用可能。主砲の威力は高く、一撃で建造物を破壊可能（地下壕入口やバンカーは例外）。
『マーセナリーズ2 ワールド イン フレームス』
「ディプロマット重戦車」という名称でA2が登場（ただし、説明では105mm砲と書かれている）する。条件は厳しいが、国連軍基地のショップで購入できる。

『メタルギアシリーズ』
『MGS』
主人公ソリッド・スネークと核弾頭保存棟目前の地雷原にて対峙する、バルカン・レイヴン他数名のゲノム兵が操縦。なお、インテグラル（完全版）で難易度を最高にすると、実際のM1と同等の性能で行動する。
『MGS4』
シャドー・モセス島の格納庫に放置されている。
『MGSV』
「M84 Magloader」という名称で登場。XOFによって民間軍事会社に横流しされている。フルトン回収で鹵獲すれば自軍戦力として運用可能。

『メタルマックスシリーズ』
『メタルマックスリターンズ』
プレイヤーが駆る戦車の1つとして登場。
『メタルサーガ 〜砂塵の鎖〜』
『メタルサーガ 〜鋼の季節〜』

『萌え萌え大戦争☆げんだいばーん』
米軍に所属するキャラクターのサポートユニットとして登場。また、鋼の乙女の「エイブ」はM1がモデル。
『レッドクルシブル2』